# Rott (Baix Rin)
Rott (en alsacià Rott) és un municipi francès, situat a la regió del Gran Est, al departament del Baix Rin. L'any 1999 tenia 414 habitants.
Forma part del cantó de Wissembourg, del districte de Haguenau-Wissembourg i de la Comunitat de comunes del Pays de Wissembourg.

## Demografia
| 1962 | 1968 | 1975 | 1982 | 1990 | 1999 |
| ---- | ---- | ---- | ---- | ---- | ---- |
| 338  | 348  | 37   | 415  | 433  | 414  |

## Administració
| Període | Identitat         | Partit |
| ------- | ----------------- | ------ |
| 2001-   | Brigitte Conuecar |        |